# Gekörnter Nutzholzborkenkäfer

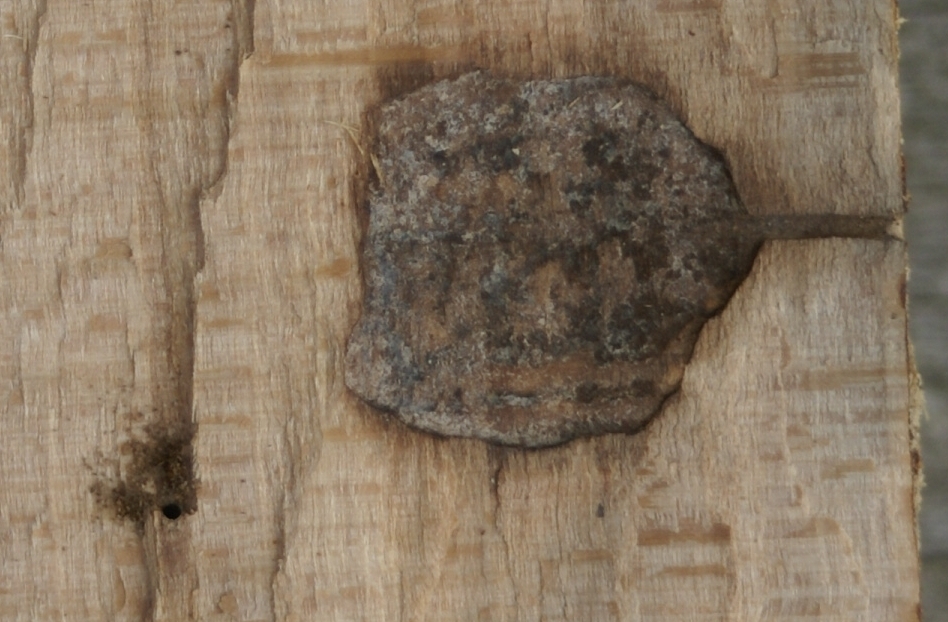
Platzgang in Rotbuche (Fagus sylvatica)

Der Gekörnte Nutzholzborkenkäfer (Xyleborus dryographus) ist ein Rüsselkäfer aus der Unterfamilie der Borkenkäfer (Scolytinae). Da er seine Brutsysteme im Holz der Wirtsbäume anlegt, wird er den Holzbrütern zugerechnet. Er ist ein Ambrosiakäfer.

## Merkmale
Die Käfer werden 1,9 bis 2,7 Millimeter lang und haben einen rotbraunen zylinderförmigen Körper. Der Halsschild ist stark abgeflacht, bucklig gewölbt, länger als breit, vorn abgerundet, zylindrisch, mit konischer Wölbung vor der Mitte und verdeckt von oben gesehen den Kopf. Der Vorderrand ist glatt und ohne Höckerkranz. Es ist erst hinter dem Vorderrand gekörnt. Die Flügeldecken sind weit herabgezogen, die Hinterflügel nur rudimentär vorhanden, daher ist der Käfer flugunfähig. Die Vorderhüften liegen weit auseinander. Das Abdomen bleibt ab dem zweiten Sternit zum Ende hin gerade. Das dritte Tarsenglied ist zylindrisch geformt. Die Fühlerkeulen sind breit, die Fühlergeißel ist fünfgliedrig.
Männliche und weibliche Tiere unterscheiden sich im Aussehen (Sexualdimorphismus). Bei den Männchen ist der Halsschild vorne ausgehöhlt, der Vorderrand in der Mitte aufgebogen und in einen stumpfen, langen Höcker auslaufend. Sie erreichen eine Körperlänge von 1,9 bis 2,0 Millimetern. Bei den Weibchen tragen die Flügeldecken regelmäßige, dunkle Punktreihen und werden hinten schmaler. Der Absturz ist steil und glänzend, die Zwischenräume der Punktreihen sind am Absturz mit Körnchenreihen ausgestattet. Die Flügeldeckennaht ist vertieft. Ihre Körperlänge beträgt 2,0 bis 2,7 Millimeter.

## Verbreitung
Die Art ist in Europa verbreitet.

## Lebensweise
Xyleborus dryographus kommt an Eichen (Quercus), gelegentlich an Buchen (Fagus), Hainbuchen (Carpinus), Ahornen (Acer), Ulmen (Ulmus), 
Linden (Tilia), Kastanien (Castanea) und der Gattung Prunus vor. Er besiedelt das Holz der Bäume. Das Fraßbild weist eine Eingangsröhre auf, von der verzweigte bzw. platzförmige Brutröhren in das Holz abgehen. Die Tiere sind polyphage Holzbrüter. Es gibt zwei Generationen im Jahr. Die Käfer pflegen ihre Brut nicht, sondern indirekt deren Nahrung. Sie bohren ein Gangsystem in das Holz, in das sie die Eier legen und züchten in diesen einen Ambrosiapilz, dessen Sporen sie in ihrem Magen umhertragen. Von diesen Pilzen ernähren sich die Larven. Die Eltern sorgen durch Verstopfen oder Öffnen der Eingangsröhre mit Bohrmehl für die richtige Luftfeuchtigkeit und sortieren auch Bakterienherde und andere Schimmelpilze aus. Durch die Bohrtätigkeit werden im Holz technische Schäden angerichtet, die jedoch nur von Bedeutung sind, wenn das Holz lange Zeit unbearbeitet lagert. Ausgetrocknetes und behandeltes Holz wird nicht besiedelt.

## Systematik

### Synonyme
Aus der Literatur sind für Xyleborus dryographus folgende Synonyme bekannt:
- Bostrichus dryographus Ratzeburg 1837
- Bostrichus angustatus Sturm 1826
- Tomicus flavus Stephens 1830
- Xyleborus sampsoni Donisthorpe 1940
- Xyleborus linearis Schedl 1948
- Xyleborus donisthorpi Schedl 1961